# Nagu merelaine
Nagu merelaine – utwór estońskiej wokalistki Silvi Vrait, napisany przez Ivara Musta i Leelo Tungal, nagrany i wydany w 1994 roku.
W 1994 roku utwór reprezentował Estonię podczas finału 39. Konkursu Piosenki Eurowizji. Podczas koncertu finałowego, który odbył się 30 kwietnia w Point Theatre w Dublinie, utwór został zaprezentowany jako dziesiąty w kolejności i ostatecznie zdobył 2 punkty, plasując się na przedostatnim, 24. miejscu finałowej klasyfikacji. Dyrygentem orkiestry podczas występu wokalistki był Urmas Lattikas. 
Oprócz estońskojęzycznej wersji singla, wokalistka nagrała także utwór w języku angielskim („Like the Sea”).